# Vierscheitelsatz

Vierscheitelsatz bei der Ellipse

Der Vierscheitelsatz ist ein Satz der Differentialgeometrie über Kurven in der Ebene. Er besagt, dass bei jeder einfach geschlossenen, glatten ebenen Kurve die Krümmungsfunktion mindestens vier Extremstellen besitzt. Punkte einer Kurve, an denen die Krümmung ein lokales Extremum besitzt (also ein lokales Maximum oder Minimum), heißen Scheitel (vgl. Scheitelpunkt).
Der Satz wurde 1909 für konvexe Kurven vom indischen Mathematiker Syamadas Mukhopadhyaya (1866–1937) bewiesen und im allgemeinen Fall von Adolf Kneser 1912.
Es gibt auch einen Umkehrsatz: jede stetige reelle Funktion auf dem Kreis mit mindestens zwei lokalen Maxima und zwei lokalen Minima ist die Krümmungsfunktion einer ebenen einfachen geschlossenen Kurve. Der Satz wurde für positiv definite Funktionen 1971 von Herman Gluck bewiesen und im allgemeinen Fall von Björn Dahlberg (1998).